# پیتر پولانسکی
 پیتر پولانسکی (انگلیسی: Peter Polansky؛ زاده ۱۵ ژوئن ۱۹۸۸) یک تنیس‌باز اهل کانادا است.